# Prima Categoria Basilicata 1974-1975
Nella stagione 1974-1975 la Prima Categoria lucana erano il quinto livello del calcio italiano (il massimo livello regionale). Qui vi sono le statistiche relative al campionato in Basilicata.
Il campionato è strutturato in vari gironi all'italiana su base regionale, gestiti dai Comitati Regionali di competenza. Promozioni alla categoria superiore e retrocessioni in quella inferiore non erano sempre omogenee; erano quantificate all'inizio del campionato dal Comitato Regionale secondo le direttive stabilite dalla Lega Nazionale Dilettanti, ma flessibili, in relazione al numero delle società retrocesse dalla Serie D e perciò, a seconda delle varie situazioni regionali, la fine del campionato poteva avere degli spareggi sia di promozione che di retrocessione. 
Il Comitato Regionale Lucano organizzò un campionato di Prima Categoria.

Il campionato di Promozione fu organizzato a partire dalla stagione 1976-1977.

## Classifica

### Girone unico
|  |     | Classifica Girone Unico Basilicata 1974-75 | Pt  | G   | V   | N   | P   | GF  | GS  |
|  | --- | ------------------------------------------ | --- | --- | --- | --- | --- | --- | --- |
|  | 1.  | Pol. Orazio Flacco, Venosa                 | 42  | 30  | 17  | 8   | 5   | 41  | 20  |
|  | 2.  | S.C. Avigliano, Avigliano                  | 41  | 30  | 17  | 7   | 6   | 42  | 24  |
|  | 3.  | U.S. Libertas Invicta, Potenza             | 39  | 30  | 15  | 9   | 6   | 55  | 26  |
|  | 4.  | G.S. Interpotenza, Potenza                 | 36  | 30  | 13  | 10  | 7   | 27  | 25  |
|  | 5.  | G.S. Gianni Rivera, Matera                 | 32  | 30  | 12  | 8   | 10  | 35  | 23  |
|  | 6.  | Atletico Venosa, Venosa                    | 31  | 30  | 12  | 7   | 11  | 32  | 25  |
|  | 7.  | G.S. Gibo Tolve, Tolve                     | 31  | 30  | 12  | 7   | 11  | 47  | 34  |
|  | 8.  | U.S. Lagonegro, Lagonegro                  | 29  | 30  | 11  | 7   | 12  | 32  | 42  |
|  | 9.  | A.C. Rotonda, Rotonda                      | 28  | 30  | 11  | 8   | 11  | 36  | 39  |
|  | 10. | U.S. Pisticci, Pisticci                    | 28  | 30  | 11  | 6   | 13  | 51  | 44  |
|  | 11. | S.C. Ferrandina, Ferrandina                | 27  | 30  | 10  | 8   | 12  | 26  | 42  |
|  | 12. | G.S. Indipendente, Bernalda                | 26  | 30  | 10  | 6   | 14  | 36  | 44  |
|  | 13. | U.S. Stigliano, Stigliano                  | 24  | 30  | 9   | 6   | 15  | 21  | 50  |
|  | 14. | A.S. Genzano, Genzano di Lucania           | 22  | 30  | 7   | 8   | 15  | 32  | 42  |
|  | 15. | Palazzo Calcio, Palazzo San Gervasio       | 21  | 30  | 9   | 3   | 18  | 39  | 56  |
|  | 16. | U.S. Pescopagano, Pescopagano              | 20  | 30  | 6   | 8   | 16  | 35  | 51  |
|  |     |                                            | 477 | 480 | 182 | 116 | 182 | 587 | 587 |

Verdetti
- Flacco Venosa promosso.
- La Pol. Orazio Flacco Venosa risultò vincitore del torneo alla 28ª giornata con la vittoria casalinga contro il Tolve per 2-1. Nelle ultime due giornate successive perse a Rotonda e nell'incontro casalingo con la squadra dello Stigliano.
- Ferrandina 1 punto di penalizzazione, Rotonda 2 punti di penalizzazione.